# Мпанда
Мпанда (суах. Mpanda) — місто на заході Танзанії. Адміністративний центр регіону Катаві.

## Географія
Місто знаходиться в північній частині області, на північ від національного парку Катаві, на відстані приблизно 900 кілометрів на захід від Дар-ес-Саламу, найбільшого міста країни. Абсолютна висота посилання — 1 082 метра над рівнем моря.

## Населення
За даними офіційного перепису 2002 року, населення становило 45 977 осіб.
Динаміка чисельності населення міста за роками:
| 1988   | 2002   | 2012   |
| ------ | ------ | ------ |
| 41 014 | 45 977 | 48 750 |

## Транспорт
На схід від міста розташований невеликий однойменний аеропорт (ICAO: HTMP). Також в Мпанді є залізнична станція, що є кінцевою станцією гілки Каліуа — Мпанда.